# Beet the Vandel Buster
Beet the Vandel Buster (冒険王ビィト, Bōken Ō Biito) est un manga écrit par Riku Sanjo et dessiné par Koji Inada. Il est prépublié entre 2002 et 2006 dans le magazine Monthly Shōnen Jump de l'éditeur Shueisha et a été compilé en douze volumes. Après une pause de près de 10 ans, la publication de la série a repris au printemps 2016 dans le magazine Jump SQ.Crown. La version française est éditée par Kana.
Une adaptation en série télévisée d'animation de 52 épisodes produite par le studio Toei Animation a été diffusée entre septembre 2004 et septembre 2005. Une seconde saison de 25 épisodes intitulée Beet the Vandel Buster Excellion a été diffusée entre octobre 2005 et mars 2006. Le manga a également été décliné sous forme de jeux vidéo permettant au public de découvrir l'histoire originale : Buster's Road sur Game Boy Advance sorti en janvier 2005, Darkness Century sur PlayStation 2 en avril 2005 ainsi que Vandel versus Busters sur Nintendo DS en décembre 2005.

## Synopsis
Cette histoire se déroule dans une époque sombre où des démons, les Vandels ("Vandel" est un mot-valise de "Vampire et "Devil"), s'amusent à terrifier les humains. C'est le siècle des temps obscurs. Les hommes ont alors créé des barrières pour se protéger des Vandels, mais ces barrières ne pouvaient pas les protéger des Vandels les plus puissants. Ils ont donc décidé de créer des unités d'élites qui protégeraient les humains et tueraient les Vandels : ce sont les Vandel Busters.
Beet est obstiné et persévérant, et a la même particularité que son frère Zenon : veiller durant 3 jours, puis dormir 24h ou plus d'un sommeil que rien ne peut contrarier. Les Zenon Warriors l'ont sauvé du Vandel Beltorze, se sacrifiant lorsqu'enfant, Beet voulut se mesurer à ce colosse. Gravement blessés, ils décidèrent de lui confier le reste de leur énergie via leur saïga (arme personnelle à chaque Buster). Après ce jour tragique, Beet voyagera à travers le monde trois ans durant pour s'entraîner, dans le but d'exaucer le vœu de son frère et de ses compagnons : mettre un terme au siècle des temps obscurs. Plus tard, à son retour, il formera les Beet Warriors avec Poala et Kissu.

## Personnages principaux
Beet
Personnage principal, admiratif des Zenon Warriors, un groupe de Vandel Busters composé de Zenon, Cruss, Laio, Alside et Bluezam. Il décide alors de devenir un Vandel Buster et s'entraîne dur pour pouvoir un jour égaler les Zenon Warriors et pouvoir mettre un terme au siècle des temps obscurs. Il a une caractéristique spéciale, il peut ne pas dormir pendant 3 jours, après il dort une journée et rien ne peut le réveiller. Il n'a vraiment aucune maîtrise du tengeki (il arrive à peine à produire une flamme et encore se brûle avec), probablement parce qu'il a reçu les saigas des Zenon Warriors avant d'apprendre le tengeki, par conséquent son faible niveau serait plus dû à une incapacité qu'à une incompétence ; il dit lui-même que malgré plusieurs jours passés à s'entraîner, il n'a jamais fait le moindre progrès. Il a donc abandonné au profit de ses saigas, laissant les attaques de tengeki à ses amis. Chez les Vandels, il est connu comme étant l'unique humain dont la mise à prix de sa seule tête correspond à une étoile complète (soit une plus grande valeur que l'anéantissement total d'un pays et de tous ses habitants).
Ses saigas :
- L'Excellion Blade: l'épée a plume de Zenon qui est basée sur l'utilisation de la lumière.
- Le Boltic Axe: l'énorme hache de Bluezam qui est basée sur l'utilisation de la foudre.
- Le Crown Shield: le bouclier de Cruss qui est basé sur l'utilisation de l'eau et peut, entre autres, se transformer en masse d'arme. Elle peut aussi absorber une attaque pour la renvoyer sur l'ennemi (comme le phantom explosion de Beltorze)
- La Burning Lance: la lance de Laio qui est basée sur l'utilisation du feu et peut grandir et rétrécir selon la volonté du porteur.
- Le Cyclone Gunner: le pistolet d'Alside basé sur l'utilisation de l'air et qui, en synchronisant sa respiration avec le pistolet, permet de tirer des munitions à volonté.

Poala
C'est en quelque sorte la sœur de Beet puisque c'est la fille de ses parents adoptifs, bien que Beet raconte qu'elle sera son épouse lorsque l'ère des ténèbres aura pris fin. Quand, Beet va partir pour combattre les plus grands Vandels, elle l'accompagnera pour former ensemble les Beet Warriors.
Kissu
Kissu est un ami de Beet, qui l'a accompagné un temps pendant son voyage initiatique. Après s'être séparé de lui, Kissu rencontre des Busters peu fiables qui l'amèneront à défier des humains pour se tourner vers Grinide, un Vandel très puissant. Il excelle dans le maniement des éléments, quels qu'ils soient.
Milfa
Milfa est une puissante Broad Buster (BB) qui sont considérés comme les plus puissants des busters et ont pour tâche de surveiller les autres busters). Elle est toujours en forme et elle est une grande fan de Zenon.
Son saiga :
- Lightning Grasper: une énorme pince basée sur l'utilisation de l'électricité.

Beltorze
C'est un Vandel très puissant qui avait tenté d'anéantir les Zenon Warriors.
Slade
C'est un ami mais aussi le rival de Beet. Il l'aide face au phantom de Beltorze.
Son saïga: 
- Silent glaive: lance à double côté invisible

Jiiku
Leader de l'Escadron de Jiiku, il admirait l'Escadron de Zenon et n'acceptait pas que Beet ait reçu leur Saïga pour sauver sa vie. Plus tard il lui devra sa vie et révisera son jugement. Il deviendra l'ami de Beet. Il devient faible face aux jolies filles.
Son saïga:
- Bluster Edge: épée basée sur l'utilisation du feu, elle peut également projeter deux lames sur son ennemi.

Ryuku et Raku
Ils font partie de l'Escadron de Jiiku, ils utilisent le Tengeki de feu. Ils combattent avec une lance.

## Manga

### Fiche technique
- Scénario : Riku Sanjo
- Dessin : Koji Inada
- Édition japonaise : Shueisha
  - Nombre de volumes sortis : 18 (en cours)
  - Magazine de prépublication : Monthly Shōnen Jump
  - Date de première parution : 2002
- Édition française : Kana
  - Date de première parution : 22 septembre 2006
  - Nombre de volumes sortis : 13 (en cours)
  - Format : 11,5 x 17,5 cm

### Liste des volumes
| no | Japonais         | Japonais          | Français          | Français          |
| no | Date de sortie   | ISBN              | Date de sortie    | ISBN              |
| -- | ---------------- | ----------------- | ----------------- | ----------------- |
| 1  | 4 octobre 2002   | 4-08-873290-1     | 22 septembre 2006 | 978-2-5050-0006-8 |
| 2  | 6 janvier 2003   | 4-08-873373-8     | 8 décembre 2006   | 978-2-5050-0024-2 |
| 3  | 4 avril 2003     | 4-08-873415-7     | 12 janvier 2007   | 978-2-5050-0029-7 |
| 4  | 4 août 2003      | 4-08-873501-3     | 16 mars 2007      | 978-2-5050-0091-4 |
| 5  | 4 novembre 2003  | 4-08-873530-7     | 18 mai 2007       | 978-2-5050-0089-1 |
| 6  | 4 mars 2004      | 4-08-873581-1     | 6 juillet 2007    | 978-2-5050-0150-8 |
| 7  | 2 juillet 2004   | 4-08-873635-4     | 7 septembre 2007  | 978-2-5050-0171-3 |
| 8  | 4 octobre 2004   | 4-08-873674-5     | 23 novembre 2007  | 978-2-5050-0196-6 |
| 9  | 4 avril 2005     | 4-08-873798-9     | 18 janvier 2008   | 978-2-5050-0266-6 |
| 10 | 4 octobre 2005   | 4-08-873857-8     | 21 mars 2008      | 978-2-5050-0342-7 |
| 11 | 4 avril 2006     | 4-08-874045-9     | 4 juillet 2008    | 978-2-5050-0302-1 |
| 12 | 4 septembre 2006 | 4-08-874257-5     | 19 septembre 2008 | 978-2-5050-0320-5 |
| 13 | 4 novembre 2016  | 978-4-08-880862-8 | 16 août 2019      | 978-2-5050-7938-5 |
| 14 | 4 juin 2020      | 978-4-08-881847-4 |                   |                   |
| 15 | 2 octobre 2020   | 978-4-08-882390-4 |                   |                   |
| 16 | 4 avril 2022     | 978-4-08-883091-9 |                   |                   |
| 17 | 4 juillet 2023   | 978-4-08-883658-4 |                   |                   |
| 18 | 4 octobre 2024   | 978-4-08-884220-2 |                   |                   |

## Anime
Beet the Vandel Buster a été diffusé du 30 septembre 2004 au 29 septembre 2005 sur la chaîne japonaise  TV Tokyo. La première saison comprend 52 épisodes produit par le studio Toei Animation.
Il reprend la première partie du manga original de Koji Inada et de Riku Sanjo, dont l'intrigue se déroule entre le tome 1 et le tome 8. Il existe à ce jour treize DVD composant cette première partie, édités par Bandai. Elle est suivie d'une seconde saison, nommée Beet the Vandel Buster: Excellion, de 25 épisodes diffusée du 6 octobre 2005 au 30 mars 2006.
La version animée, destinée initialement à un jeune public, présente une version épurée de certains aspects du manga, tels que la réduction des effusions de sang ainsi que le réajustement de certaines tenues féminines. Si l'on s'en tient au graphique évaluant le taux d'audience des 30 premiers épisodes de Beet (en pourcentage de téléspectateurs dans la région du Kanto), la moyenne s'avère constante (environ 3,7 %), avec un pic de 4,9 % à la diffusion de l'épisode 7 et une diminution du taux de 2,9 % à l'épisode 9.

### Liste des épisodes

#### Saison 1
| No | Titre français                                                  | Titre japonais                           | Titre japonais                                     | Date de 1re diffusion |
| No | Titre français                                                  | Kanji                                    | Rōmaji                                             | Date de 1re diffusion |
| -- | --------------------------------------------------------------- | ---------------------------------------- | -------------------------------------------------- | --------------------- |
| 1  | Beet, un garçon ambitieux.                                      | ビィト!! 少年よ大志を抱け!!              | Biito!! Shōnen Taishi Ida!!                        | 30 septembre 2004     |
| 2  | Les guerriers Zenom, La fin d'un grand combat...                | ゼノン戦士団! 誇り高き死闘の果て…        | Zenon Senshidan! Hokori Takaki Shitō no Hate...    | 7 octobre 2004        |
| 3  | Poara ! Duel des marais !                                       | ポアラ! 死人沼の決闘                     | POARA ! shinin numa no kettō                       | 14 octobre 2004       |
| 4  | Lance brûlante! le Saïga de feu brûlant.                        | バーニングランス! うなれ熱き炎の才牙!    | BAANINGURANSU ! unare atsuki honoo no saikiba !    | 21 octobre 2004       |
| 5  | Les guerriers de Bett! Le grand voyage commence.                | ビィト戦士団! その大いなる旅立ち         | BIITO senshi dan ! sono ooinaru tabidachi          | 28 octobre 2004       |
| 6  | Jiiku! La passion apparaît.                                     | ジーク! 情熱のバスター来たる             | JIIKU ! jōnetsu no BASUTAA kitaru                  | 4 novembre 2004       |
| 7  | Melmond! Le collectionneur de Saïga.                            | メルモンド! 戦慄の才牙コレクター         | MERUMONDO ! senritsu no saikiba KOREKUTAA          | 11 novembre 2004      |
| 8  | Excellion ! L'âme succédé.                                      | エクセリオンブレード! 受け継がれた魂     | EKUSERIONBUREEDO ! uketsugareta tamashii           | 18 novembre 2004      |
| 9  | L'assassin solitaire - Sled! The Lonely Assassin.               | スレッド! 孤独な暗殺者                   | SUREDDO ! kodoku na ansatsu sha                    | 25 novembre 2004      |
| 10 | Grunide! Les attaques sombres des tacticiens vert !             | グリニデ! 襲い来る深緑の智将             | GURINIDE ! osoikuru shinryoku no chishō            | 2 décembre 2004       |
| 11 | Zenon ! la Lame du destin.                                      | ゼノンウィンザード! 羽ばたけ宿命の必殺剣 | ZENONWINZAADO ! habatake shukumei no hissatsu ken  | 9 décembre 2004       |
| 12 | Belltoze! Grondement de roi tragique.                           | ベルトーゼ! 牙をむく惨劇の王者           | BERUTOUZE ! kiba wo muku sangeki no ōja            | 16 décembre 2004      |
| 13 | Glaive Silencieux! L'épée de tempête!                           | サイレントグレイブ! 疾風の刃舞う         | NTOGUREIBU ! shippū no hamau                       | 23 décembre 2004      |
| 14 | Protection de couronne! Éveillez un nouveau pouvoir.            | クラウンシールド! 目覚めよ新たなる力     | KURAUN SHIIRUDO ! mezameyo arata naru chikara      | 6 janvier 2005        |
| 15 | Bataille décisive! Bett contre Belltoze!                        | 決戦! ビィトVSベルトーゼ!!               | Kessen ! BIITO VS BERUTOUZE !!                     | 13 janvier 2005       |
| 16 | Nouveau monde tumultueux.                                       | 黒の地平! 激動の新天地へ                 | Kuro no chihei ! gekidō no shintenchi e            | 20 janvier 2005       |
| 17 | Milfa! Super héroïne de choc électrique.                        | ミルファ! 電撃のスーパーヒロイン!!       | MIRUFA ! dengeki no SUUPAA HIROIN !!               | 27 janvier 2005       |
| 18 | Bett Jiiku ! Attaquez le repaire du Démon.                      | ビィト・ジーク戦士団! 魔の巣窟を討て     | BIITO.JIIKU senshi dan ! ma no sōkutsu wo ute      | 3 février 2005        |
| 19 | Menace du mauvais système souterrain.                           | グルメアント! 凶々しき地中の脅威         | GURUMEANTO ! kyōkyō shiki chichū no kyōi           | 10 février 2005       |
| 20 | Terselon jeu de défense final.                                  | 激突! テルセロン最終防衛戦               | Gekitotsu ! TERUSERON saishū bōei sen              | 17 février 2005       |
| 21 | Benchura! Contre-attaque des trois étoiles.                     | ベンチュラ! 三ッ星の逆襲                 | BENCHURA ! mitsuboshi no gyakushū                  | 24 février 2005       |
| 22 | Hurausuki! Le tueur professionnel rit du jeu.                   | フラウスキー! 殺し屋は獲物を笑う         | FURAU SUKII ! goroshi ya wa emono wo warau         | 3 mars 2005           |
| 23 | La reprise et le serment en ce jour.                            | キッス! 再会とあの日の誓い               | KISSU ! saikai to ano hi no chikai                 | 10 mars 2005          |
| 24 | Une autre guerre! Hurausuki l'immortel.                         | 再戦! 不死身のフラウスキー               | Saisen ! fujimi no FURAU SUKII                     | 17 mars 2005          |
| 25 | Le château de Grunide ! Le crime et la punition de la trahison. | グリニデ<o! 裏切りの罪と罰               | GURINIDE jō ! uragiri no tsumi to bachi            | 24 mars 2005          |
| 26 | Artilleur de Cyclone! Libérez l'arme à feu du vent.             | サイクロンガンナー! 解き放て風の銃       | SAIKURONGANNAA ! tokihanate kaze no jū             | 31 mars 2005          |
| 27 | Affreux! Rozgot                                                 | ロズゴート! 力への信奉者                 | ROZUGOUTO ! chikara e no shinpō sha                | 7 avril 2005          |
| 28 | Meigeki ! Le délai de décision.                                 | 業火の冥撃流! 迫られる決断の刻           | Gōuka no mei gekiryū ! semarareru ketsudan no koku | 14 avril 2005         |
| 29 | Résister! Genious baiser de vie brûlant.                        | 反撃! 命燃やす天才キッス                 | Hangeki ! inochi moyasu tensai KISSU               | 21 avril 2005         |
| 30 | Tensei onde de choc et de glace! Changez les larmes en force.   | 天青の氷結波! 涙を力にかえて             | Ten ao no hyōketsu ha ! namida wo chikara ni kaete | 28 avril 2005         |
| 31 | Batton! Un tireur isolé solitaire                               | バットン! 主亡き狙撃手                   | BATTON ! nushi naki sogeki shu                     | 5 mai 2005            |
| 32 | La grande évasion! Tandis que la Bett est endormie...           | 大脱出! ビィトの寝てる間に…              | Dai dasshutsu ! BIITO no neteru ma ni...           | 12 mai 2005           |
| 33 | Milfa! Beet Buster l'amour et la justice réapparaît.            | ミルファ! 愛と正義のBB再び               | MIRUFA ! ai to seigi no BB futatabi                | 19 mai 2005           |
| 34 | Lightbolt Grasper! Venez en avant, foudre de beauté.            | ライボルトグラスパー! 来たれ乙女の雷よ   | RAIBORUTOGURASUPAA ! kitare otome no kaminari yo   | 26 mai 2005           |
| 35 | Ganeel! La monnaie sombre est tout dans ce monde.               | ガネール! この世は魔札がすべて           | GANEERU ! kono yo wa ma satsu ga subete            | 2 juin 2005           |
| 36 | Poursuivez la forteresse mobile.                                | 軍艦トータス! 移動要塞を追え             | Gunkan TOUTASU ! idō yōsai wo oe                   | 9 juin 2005           |
| 37 | Zenir! La crainte silencieuse.                                  | ゼニア! 静かなる恐怖                     | ZENIA ! shizuka naru kyōfu                         | 16 juin 2005          |
| 38 | Jiiku! Le chemin que les Buster Suivent.                        | ジーク! 戦士たちの征く道                 | JIIKU ! senshi tachi no seiku michi                | 23 juin 2005          |
| 39 | Le cauchemar de Grunide.                                        | 強襲! 悪夢のグリニデ城                   | Kyōshū ! akumu no GURINIDE jō                      | 30 juin 2005          |
| 40 | Bête sanglante! La vraie apparence de Grunide.                  | 血塗られた獣! グリニデの真の姿           | Chinurareta shishi ! GURINIDE no shin no sugata    | 7 juillet 2005        |
| 41 | Colère ! Le hurlement de la bête.                               | 怒剛裂波! 暴走する野獣の叫び             | Ikatsuyoshi sakunami ! bōsō suru yajū no sakebi    | 14 juillet 2005       |
| 42 | Boltic ! La hache rage de tonnerre.                             | ボルティックアックス! 猛りくるう雷の斧   | BORUTIKKUAKKUSU ! takerikurū kaminari no ono       | 21 juillet 2005       |
| 43 | La dernière contre-attaque.                                     | 絶体絶命! 最後の猛反撃                   | Zettaizetsumei ! saigo no mō hangeki               | 28 juillet 2005       |
| 44 | L'équipe miracle ! L'attaque triple miracle.                    | ミラクルチーム! 決めろ! 奇跡の三連撃     | MIRAKURU CHIIMU ! kimero ! kiseki no sanren geki   | 4 août 2005           |
| 45 | Le dernier de Grunide! Adieu, Tacticien vert foncé.             | グリニデの最期! さらば深緑の智将         | GURINIDE no saigo ! saraba shinryoku no chishō     | 11 août 2005          |
| 46 | Portée par la lumière d'espoir.                                 | 起てバスター! 希望の光をつかめ           | Tate BASUTAA ! kibō no hikari wo tsukame           | 18 août 2005          |
| 47 | Le fugitif !                                                    | 指名手配! キッス逮捕される!?             | Shimei tehai ! KISSU taiho sareru !?               | 25 août 2005          |
| 48 | Milfa ! Une grande question !                                   | 一大事!? クラクラのミルファ?             | Ichi daiji !? kurakura no MIRUFA ?                 | 3 septembre 2005      |
| 49 | Fil! Le Bett solitaire!                                         | スレッド! 孤高なるバスター!              | SUREDDO ! kokō naru BASUTAA !                      | 10 septembre 2005     |
| 50 | Bett! Preuve d'amitié!                                          | ビィトとキッス! 友情の証!                | BIITO to KISSU ! yūjō no akashi !                  | 17 septembre 2005     |
| 51 | La bataille défensive de Tarmit!                                | 囚われの港! ターミッツ攻防戦!            | Toraware no minato ! TAAMITTSU kōbō sen !          | 22 septembre 2005     |
| 52 | La dernière bataille! Adieu siècle sombre!                      | 最後の戦い! 黒の地平よさらば!!           | Saigo no tatakai ! kuro no chihei yo saraba !!     | 29 septembre 2005     |

#### Saison 2
| No | Titre français                                                       | Titre japonais                              | Titre japonais                                           | Date de 1re diffusion |
| No | Titre français                                                       | Kanji                                       | Rōmaji                                                   | Date de 1re diffusion |
| -- | -------------------------------------------------------------------- | ------------------------------------------- | -------------------------------------------------------- | --------------------- |
| 1  | Un nouveau continent ! Le début d'une nouvelle aventure !            | 新大陸! 新たな冒険の始まり!                 | Shin tairiku! Aratana bōken no hajimari!                 | 6 octobre 2006        |
| 2  | Je ne veux pas devenir un Buster.                                    | バスターなんかになりたくない!               | BUSTER nanka ni naritakunai                              | 13 octobre 2006       |
| 3  | L'arrivée de Grifas ! Retrouvez Léon le fugueur !                    | グリファス登場! 家出したリオンを連れもどせ! | GURAIFASU tōjō! Iedeshita RION wo tsuremodose!           | 20 octobre 2006       |
| 4  | L'escadron Beet ouvre une auberge à Shantigo !                       | ビィト戦士団 シャンティーゴに宿屋を開く!?   | BEET senshidan SYANDIGO ni yadoya wo hiraku!?            | 27 octobre 2006       |
| 5  | Artron attaque ! L'explosion d'une âme d'artiste !                   | ートロン襲撃! 爆発する芸術の魂              | ATORON shūgeki! Bakuhatsu suru geijutsu no kokoro        | 3 novembre 2006       |
| 6  | Ebul des vents rugissants ! Ecoute la voix du vent !                 | 涼風のイーブル! ビィトよ風の声を聴け!       | Suzukaze no EVIL! BEET yokaze no koe o kike              | 10 novembre 2006      |
| 7  | Rencontre en pleine nuit ! II se nomme Vaus !                        | 月夜の再会! 奴の名はバウス!                 | Tsukiyo no saikai! Yatsu no na wa BAUS!                  | 17 novembre 2006      |
| 8  | Harden le seigneur de l'avidité ! Shantigo est attaqué !             | 強欲君主ハーデン! シャンティーゴ強襲!       | Yokubō kunshū HADEN! SYANDIGO kyūshū!                    | 24 novembre 2006      |
| 9  | Tonga des tempêtes ! Le rugissement de la foudre !                   | 瞬雷のトンガ! 吼えろ迅雷撃破!               | Madoka kaminari no TONGA ! hoero jinrai gekiha !         | 1er décembre 2006     |
| 10 | Hang se faufile dans la ville ! La bataille du festival du Tengeki ! | ハング潜入! 天撃祭りの戦い!                 | HANGU sennyū ! tengeki matsuri no tatakai !              | 8 décembre 2006       |
| 11 | Le vandel le plus faible du monde ! Nyanjamar !                      | 史上最弱魔人! その名はニャンジャマー!       | Shijō sai jaku majin ! sono na wa NYANJAMAA !            | 15 décembre 2006      |
| 12 | Raymond des rapides ! Les jeunes, à l'entraînement !                 | 流水のレイモンド! 若人よこれが修行だ!       | Ryūsui no REIMONDO ! wakōdo yo kore ga shugyō da !       | 22 décembre 2006      |
| 13 | Jera prêt pour une revanche ! Beet est consumé par le feu !          | 復讐のジェラ! ビィト炎に死す!               | Fukushū no JERA ! BIITO honoo ni shisu !                 | 5 janvier 2007        |
| 14 | Révélation ! Le secret du donjon des ténèbres !                      | 明かされる魔牢獄の秘密!                     | Akasareru marōgoku no himitsu !                          | 12 janvier 2007       |
| 15 | La grande battue ! Beet ressuscitée !                                | 大捜索! 復活のビィト!                       | Dai sōsaku ! fukkatsu no BIITO !                         | 19 janvier 2007       |
| 16 | L'éveil du Tenryoku ! Le pouvoir qui sommeille en Léon !             | 目覚めた天力! リオンに力宿るとき!           | Mezameta tenryoku ! RION ni chikara yadoru toki !        | 26 janvier 2007       |
| 17 | L'attaque massive de Vaus ! La bataille pour Shantigo !              | バウス総攻撃! シャンティーゴの戦い!         | BAUSU sō kōgeki ! SHANTIIGO no tatakai !                 | 2 février 2007        |
| 18 | Vaus contre Padro ! Pour protéger Léon !                             | バウスVSパドロ! リオンを守れ!               | BAUSU vs PADORO ! RION wo mamore !                       | 9 février 2007        |
| 19 | Fuuga Issen ! L'âme d'un mage du vent !                              | 風牙一閃! 風使いの魂!                       | Kaze kiba issen ! kase tsukai no tamashii !              | 16 février 2007       |
| 20 | L'escadron Beet ! Entrez dans le donjon des ténèbres !               | ビィト戦士団! 魔牢獄突入!                   | BIITO senshi dan ! marōgoku totsunyū !                   | 23 février 2007       |
| 21 | Les maîtresses du feu et de la foudre ! Tuez Hang !                  | 炎と雷の乙女達! ハングを撃破せよ!           | Honoo to kaminari no otometachi ! HANGU wo gekiha seyo ! | 2 mars 2007           |
| 22 | La boutique démoniaque !                                             | 魔牢獄、飛ぶ!                               | Marōgoku, tobu !                                         | 9 mars 2007           |
| 23 | Le gardien du donjon des ténèbres ! La vérité sur Vaus !             | 魔牢獄獄長! バウスの正体!                   | Marōgoku gokuchō ! BAUSU no shōtai !                     | 16 mars 2007          |
| 24 | Le combat final ! La lame irradiante d'Excellion !                   | 最終決戦! 閃光のエクセリオンブレード!       | Saishū kessen ! senkō no EKUSERIONBUREEDO !              | 23 mars 2007          |
| 25 | Au revoir Shantigo !                                                 | さらばシャンティーゴ!                       | Saraba SHANTIIGO !                                       | 30 mars 2007          |

### Fiche technique
- Directeur : Tatsuya Nagamine
- Producteurs : Hiromi Seki (Tôei), Shouko Morimura (TV Tokyo), Yuma Sakata (Dentsu)
- Character designer : Katsuyoshi Nakatsuru et Tadayoshi Yamamuro
- Directeur de l'animation : Tadayoshi Yamamuro
- Musique : Hiroshi Takagi
- Studio d'animation : Toei Animation
- Nombre d'épisodes : 52 (saison 1) + 25 (saison 2)

### Doublage japonais
- Beet : Reiko Kiuchi
- Poala : Ai Maeda
- Kissu : Aya Hisakawa
- Milfa : Rumi Shishido
- Zenon : Hikaru Midorikawa
- Beltoze : Unshō Ishizuka
- Shagie : Ryūsei Nakao

### Édition japonaise
1. 1 2  Tome 1
2. 1 2  Tome 2
3. 1 2  Tome 3
4. 1 2  Tome 4
5. 1 2  Tome 5
6. 1 2  Tome 6
7. 1 2  Tome 7
8. 1 2  Tome 8
9. 1 2  Tome 9
10. 1 2  Tome 10
11. 1 2  Tome 11
12. 1 2  Tome 12
13. 1 2  Tome 13
14. 1 2  Tome 14
15. 1 2  Tome 15
16. 1 2  Tome 16
17. 1 2  Tome 17
18. 1 2  Tome 18

### Édition française
1. 1 2  Tome 1
2. 1 2  Tome 2
3. 1 2  Tome 3
4. 1 2  Tome 4
5. 1 2  Tome 5
6. 1 2  Tome 6
7. 1 2  Tome 7
8. 1 2  Tome 8
9. 1 2  Tome 9
10. 1 2  Tome 10
11. 1 2  Tome 11
12. 1 2  Tome 12
13. 1 2  Tome 13